# أثب منحني
أثب منحني (الاسم العلمي: Eragrostis curvula) هي نوع نباتي يتبع جنس الأثب من الفصيلة النجيلية.